# Sri Mulyani
Sri Mulyani Indrawati (nascida em 26 de agosto de 1962) é uma economista indonésia que é Ministra das Finanças da Indonésia desde 2016; anteriormente, ela atuou no mesmo cargo de 2005 a 2010. Em junho de 2010, foi nomeada Diretora Administrativa do Grupo Banco Mundial e renunciou ao cargo de Ministra das Finanças. Em 27 de julho de 2016, Sri Mulyani foi renomeada como Ministra das Finanças em uma remodelação do gabinete pelo presidente Joko Widodo, substituindo Bambang Brodjonegoro.
Como Ministra das Finanças, de 2005 a 2010, Sri Mulyani era conhecida como um reformista dura e foi amplamente creditada pelo fortalecimento da economia da Indonésia, aumentando os investimentos e conduzindo a maior economia do Sudeste Asiático durante a crise financeira de 2007-10. No entanto, Sri Mulyani foi amplamente criticada durante o escândalo do Bank Century, em 2008, quando apoiou a fiança financeira de 6,7 trilhões de rupias, e mais tarde foi convocada ao tribunal como testemunha em 2014. No mesmo ano, ela foi classificada como a 38ª mulher mais poderosa do mundo pela revista Forbes.

## Vida pregressa
Sri Mulyani nasceu em Tanjung Karang (agora chamada Bandar Lampung), em Lampung, no Sumatra, em 26 de agosto de 1962. Ela é a sétima filha dos professores universitários Prof. Satmoko e Retno Sriningsih.
Ela obteve seu diploma da Universidade da Indonésia em 1986. Sri Mulyani recebeu seu mestrado e doutorado em economia pela Universidade de Illinois, em Urbana-Champaign, em 1992. Em 2001, Mulyani partiu para Atlanta, Geórgia, para servir como consultora da Agência dos Estados Unidos para o Desenvolvimento Internacional (USAID) para programas de fortalecimento da autonomia da Indonésia. Ela também lecionou sobre economia indonésia como professora visitante na Andrew Young School of Policy Studies, da Georgia State University. De 2002 a 2004, foi diretora executiva do conselho do Fundo Monetário Internacional representando 12 economias do Sudeste Asiático.
Ela é casada com o economista Tony Sumartono, com quem tem três filhos. Ela é uma economista profissional e não tem filiação política.

## Como ministro das finanças
Sri Mulyani foi escolhida Ministra das Finanças da Indonésia em 2005 pelo Presidente Susilo Bambang Yudhoyono. Um de seus primeiros atos foi demitir funcionários corruptos do departamento de impostos e alfândegas. Ela combateu com sucesso a corrupção e iniciou reformas no escritório fiscal e alfandegário da Indonésia e desenvolveu uma reputação de integridade. Ela conseguiu aumentar o investimento direto na Indonésia. Em 2004, ano em que o presidente Susilo Bambang Yudhoyono assumiu o cargo, a Indonésia recebeu US$ 4,6 bilhões em investimentos estrangeiros diretos. No ano seguinte, atraiu US$ 8,9 bilhões.
Em 2006, apenas um ano depois de selecionada, ela foi nomeada Ministra das Finanças do Ano da Euromoney pela revista Euromoney.
Durante seu mandato em 2007, a Indonésia registrou 6,6% de crescimento econômico, sua taxa mais alta desde a crise financeira asiática de 1997. No entanto, o crescimento caiu em 2008 para 6% devido à desaceleração econômica global. Em julho de 2008, Sri Mulyani Indrawati foi empossada como Ministra Coordenadora para a economia, substituindo Boediono, que deveria chefiar o banco central da Indonésia.
Em agosto de 2008, Mulyani foi classificada pela revista Forbes como a 23ª mulher mais poderosa do mundo e a mulher mais poderosa da Indonésia. Durante seu mandato como ministra das Finanças, as reservas cambiais do país atingiram um recorde histórico de US$ 50 bilhões. Ela supervisionou a redução da dívida pública de 60% para cerca de 30% do produto interno bruto, tornando mais fácil para a Indonésia vender dívida a investidores institucionais estrangeiros. Ela também revisou as estruturas de incentivo para funcionários públicos em seu ministério e começou a pagar salários mais altos a funcionários de impostos considerados "íntegros" para que tivessem menos tentação de aceitar subornos.
Em 2007 e 2008, o jornal Emerging Markets selecionou Sri Mulyani como Ministra das Finanças do Ano da Ásia.
Após a reeleição de Susilo Bambang Yudhoyono, em 2009, ela foi reconduzida ao cargo de Ministra das Finanças. Em 2009, a economia indonésia cresceu 4,5%, enquanto muitas partes do mundo estavam em recessão. A Indonésia foi uma das três principais economias emergentes a crescer mais de 4% em 2009. Os outros dois foram China e Índia. Sob sua supervisão, o governo conseguiu aumentar o número de contribuintes de renda de 4,35 milhões em 2005 para quase 16 milhões de indivíduos em 2010, e as receitas fiscais cresceram cerca de 20% a cada ano para mais de Rp 600 trilhões em 2010.
Em 2020, ela causou polêmica ao lançar uma série global de títulos com prazo de 50 anos, ou o empréstimo mais longo oferecido na história da Indonésia.
Em 2021, após a promulgação do Decreto Presidencial nº 78/2021, tornou-se uma das Vice-Chefes do Comitê Gestor da Agência Nacional de Pesquisa e Inovação, juntamente com Suharso Monoarfa.

### Alegada hacking pela inteligência australiana
Em novembro de 2013, o jornal britânico The Guardian publicou artigos baseados em vazamentos do denunciante americano Edward Snowden que mostravam que a inteligência australiana havia invadido os telefones celulares dos principais líderes indonésios em 2009. Isso incluiu Sri Mulyani, que na época era Ministra das Finanças. O primeiro-ministro australiano, Tony Abbott, a defendeu dizendo que as atividades não eram tanto "espionagem" quanto "pesquisa" e que sua intenção seria sempre usar qualquer informação "para o bem".

## Mudança para o Banco Mundial
Em 5 de maio de 2010, Mulyani foi nomeada um dos três diretores administrativos do Grupo Banco Mundial. Ela substituiu Juan José Daboub, que completou seu mandato de quatro anos em 30 de junho, supervisionando 74 nações na América Latina, Caribe, Ásia Oriental e Pacífico, Oriente Médio e Norte da África.
Sua renúncia foi vista negativamente e causou turbulência financeira na Indonésia, com a bolsa de valores fechando 3,8% após a notícia, em meio a uma ampla venda na Ásia, enquanto a rupia indonésia caiu quase 1% em relação ao dólar. A queda na bolsa de valores da Indonésia foi a mais acentuada em 17 meses. O movimento foi descrito como "uma perda para a Indonésia e um ganho para o mundo".
Houve especulações generalizadas de que sua renúncia foi devido à pressão política, especialmente do poderoso magnata e presidente do Partido Golkar, Aburizal Bakrie. Bakrie era conhecida por ter inimizade com Mulyani devido à sua investigação sobre fraude fiscal no Grupo Bakrie, sua recusa em sustentar os interesses de carvão de Bakrie usando fundos do governo, e sua recusa em declarar o fluxo de lama de Sidoarjo, que foi causada pela perfuração pela empresa de Bakrie, como um "desastre natural".
Em 20 de maio, o presidente Susilo Bambang Yudhoyono nomeou como seu substituto Agus Martowardojo, CEO do Bank Mandiri, o maior banco da Indonésia.
Em 2014, ela foi classificada como a 38ª mulher mais poderosa do mundo pela Forbes.

## Escândalo do Bank Century
Logo antes de sua renúncia, o Legislativo, liderado pelo Partido Golkar, acusou Sri Mulyani de um crime com o resgate do Bank Century de médio porte em 2008. Os críticos do resgate alegam que foi feito sem autoridade legal e sem provar que uma injeção de capital era necessária para evitar uma corrida a outros bancos, o resgate do Bank Century custou ao estado uma perda financeira de 6,7 trilhões de rupias (US$ 710 milhões). Sri Mulyani defendeu o resgate como necessário, dadas as incertezas na economia global na época e negou qualquer irregularidade.
No entanto, críticas sobre a política de Sri Mulyani também vieram do ex-vice-presidente Jusuf Kalla. Em seus comentários mais duros até agora sobre o controverso resgate do PT Bank Century, o ex-vice-presidente Jusuf Kalla negou as alegações de ex-funcionários do Banco da Indonésia de que, se o credor tivesse sido autorizado a falir, teria um impacto sistêmico no sistema bancário e na economia do país.
“O escândalo do Bank Century é um roubo, quem apoia o Bank Century, apoia um ladrão.” disse Kalla.
Além disso, todas as nove facções do comitê especial da Câmara dos Deputados concordaram que houve transações suspeitas e possivelmente fraudulentas durante o período de resgate iniciado em novembro de 2008 e evidências de lavagem de dinheiro. Todos eles então disseram que não tinham experiência para fazer mais e pediram que a Polícia Nacional da Indonésia (Polri) e a Comissão de Erradicação da Corrupção (KPK) assumissem o controle.